# North Twin Peak
North Twin Peak is een van de twee bergtoppen die samen The Twins-massief vormen in de noordoosthoek van het Columbia-ijsveld in het nationaal park Jasper in de provincie Alberta in Canada. De andere, kleinere piek is de South Twin Peak. De North Twin Peak is de derde hoogste piek in de Canadese Rocky Mountains, na Robson en Columbia.
Het massief werd The Twins (tweelingen) genoemd in 1898 door J. Norman Collie and Hugh M. Stutfield. Pas op 28 februari 1980 werd besloten de twee pieken elk een afzonderlijke naam te geven.
Naast de noordelijke en zuidelijke Twin, kent het massief ook nog een noordelijke subpiek die bekendstaat onder de naam Twins Tower. Deze is 3627 meter hoog en kreeg zijn naam in 1984.

## Routes
De normale route is een ski mounaineering klim op de oostelijke hellingen. Er kan een overstap gemaakt worden naar de South Twin Peak, hoewel er een ijsbijl nodig is voor de oversteek over de nauwe verbindingsrand.
De vrijwel verticale noordelijke kant gaat over een stuk van 1500 meter van de Twins Tower naar de Athabascarivier; de echte top van de North Twin Peak ligt iets verwijderd van de top van de noordelijke kant. Deze rotskant is beroemd bij bergbeklimmers; het is nog slechts door drie groepen beklommen: George Lowe en Chris Jones in 1974; Barry Blanchard en Dave Cheesmond (via de North Pillar) in 1985; en Steve House en Marko Prezelj in de winter via een variatie van de route van Lowe en Jones in 2004. Al deze routes zijn van de graad VI klasse (YDS 5.10-5.10d), met gevaar van vallend gesteente en serac.